# Eric Heffer
Eric Samuel Heffer (12 janvier 1922 - 27 mai 1991) est un homme politique socialiste britannique. Il est député travailliste de Liverpool Walton de 1964 jusqu'à sa mort. Ses antécédents et sa conscience de la classe ouvrière le classent à gauche. Avec 12 000 livres chez lui, il a également admis être bibliophile. En raison de son expérience de menuisier professionnel, il s'est fait une spécialité de l'industrie de la construction et de ses pratiques d'emploi, mais s'est également préoccupé des questions syndicales en général. Il a changé d'avis sur le marché commun européen, passant d'un partisan ouvert à un opposant ouvert, et sert pendant une brève période au gouvernement au milieu des années 1970. Sa carrière ultérieure est dominée par sa contribution aux débats au sein du Parti travailliste et il sa participation au conseil municipal de Liverpool.

## Famille et jeunesse
Heffer est né à Hertford dans une famille ouvrière. Son grand-père est maçon et plus tard Aiguilleur, et son père est bottier et réparateur, bien qu'il possède sa propre entreprise. Plus tard, Heffer déclare fièrement "Je suis donc complètement prolétaire en arrière-plan". La famille de Heffer est membre de la tendance ecclésiale haute de l'Église d'Angleterre, et Heffer lui-même est un choriste dans l'église locale: c'est là que Heffer mène sa première grève à l'âge de huit ans et, a-t-il dit, est victime pour la première fois par son employeur. Bien qu'elle ait grandi dans les années 1930, sa famille n'a pas connu beaucoup des privations économiques courantes dans d'autres régions du pays. Comme un garçon de la classe ouvrière, il fréquente l'école à Longmore Senior School, Hertford, jusqu'à l'âge de 14 ans.

### Vie professionnelle
À la sortie de l'école, Heffer effectue une série d'apprentissages qualifiés, notamment en tant qu'électricien, maroquinier et enfin menuisier. Il apprend le métier de menuisier et travaille sur les chantiers dès l'âge de 16 ans. C'est un métier spécialisé et lorsque les travaux de construction étaient très demandés, il pouvait gagner un bon salaire; mais quand il y avait des difficultés dans le commerce, le travail se tarissait. Cependant, son travail lui laisse le temps d'étudier et de lire pendant son temps libre, et Heffer suit des cours organisés par l'Association de l'éducation ouvrière et au Conseil national des collèges du travail. Heffer est actif au sein de l'Amalgamated Society of Woodworkers (ASW). Pendant la Seconde Guerre mondiale, il sert dans la Royal Air Force dans une unité de maintenance à Fazakerley près de Liverpool.

### Communisme
Lorsque la Jarrow March passe par Hertford en 1936, Heffer est allé les voir et l'expérience a un effet profond sur lui. La famille discutait souvent de politique à la maison et il voyait ses convictions politiques, son soutien au syndicalisme et ses convictions religieuses comme faisant partie de la même analyse du monde. En 1939, Heffer rejoint le Parti travailliste. Cependant, lorsque l'Union soviétique est envahie par les forces nazies en 1941, Heffer quitte le Parti travailliste et rejoint le Parti communiste de Grande-Bretagne et y rencontre sa future épouse Doris . Alors que le communisme est attrayant pour Heffer en tant qu'expression de la conscience de la classe ouvrière, il n'est pas attiré par le contrôle intense du parti sur ses membres et n'est pas enclin à s'en remettre aux diktats du parti. Il est délégué syndical pour son syndicat; lorsqu'en 1948 il mène une grève officieuse des charpentiers contre la volonté du parti, le Parti communiste l'expulse et il rejoint le Parti travailliste dans les six mois. Le Parti communiste tente de persuader Doris Heffer de choisir entre son mari ou le parti. Elle refuse et ne renouvelle pas son adhésion.

### Socialisme
Après la guerre, Heffer vit brièvement à Hertford avec ses parents et se présente comme candidat communiste pour le Hertford Urban District Council en 1946, mais est battu. Il s'installe ensuite à Liverpool, où il y a une forte communauté ouvrière et en son sein un grand groupe de travailleurs de gauche attendant d'être organisés. Bien qu'originaire de l'est de l'Angleterre, Heffer aime sa ville d'adoption et soutient l'Everton FC. Il répond à la demande d'une organisation politique de gauche en 1954 en s'associant à un groupe dirigé par Harry McShane (de Glasgow) et le Militant Socialist Group de Londres pour créer la "Fédération des groupes marxistes" (rebaptisée plus tard "Socialist Workers Fédération") orienté vers le syndicalisme. Ce groupe est un compromis: tout en insistant sur le fait qu'il n'est pas lui-même un parti politique révolutionnaire, il déclare simultanément qu'il y a un besoin d'un tel parti et rejette activement le Parti travailliste. Cependant, Heffer décide en 1956 de rejoindre le Parti travailliste.

### Liverpool
Ses activités conduisent Heffer à se faire connaître à Liverpool où il siège à l'exécutif du Trades Council; il en est vice-président en 1958, président en 1959 et de nouveau en 1964. Le Conseil des métiers est une association locale de syndicats et, à ce titre, Heffer contribue à la médiation et à mettre fin à une grève non officielle de marins en 1960. Il est également élu conseiller municipal de Liverpool pour le quartier de Pirrie cette année-là. En 1962, il se présente au poste de secrétaire général de l'Amalgamated Society of Woodworkers, mais est battu. Heffer contribue à un livre, Les agréables autocraties, qui est publié en 1961.

## Carrière parlementaire
En 1963, Heffer est choisi de manière inattendue pour se présenter dans la circonscription de Liverpool Walton pour le Parti travailliste. La circonscription, auparavant conservatrice, est gagnée par Heffer lors d'un grand mouvement aux élections générales de 1964, tout comme un certain nombre d'autres sièges de Liverpool. Il ne faisait aucun doute que Heffer s'allierait avec la gauche au sein du Parti travailliste parlementaire, et il fait campagne en 1965 pour la nationalisation des quais, où il sait d'après son expérience au Liverpool Trades Council que les dockers sont employés à des conditions très défavorables. Toujours en 1965, Heffer proteste devant l'ambassade des États-Unis contre l'utilisation du napalm et du gaz dans la Guerre du Viêt Nam, et au Parlement contre le soutien diplomatique du gouvernement. En 1970, il est considéré comme l'un des plus efficaces parmi les nombreux députés travaillistes de 1964: dans The British General Election of 1970 (page 4) de David Butler, il est identifié comme une figure de premier plan du Tribune Group, qui a été créé en 1964.
Doris Heffer est conjointement secrétaire de son mari et secrétaire de son collègue député travailliste Norman Buchan . Selon les journaux de Giles Radice, Doris Heffer s'asseyait au premier rang du public quand Heffer parlait, disant: "Nonsense, Eric" s'il disait quelque chose avec lequel elle n'était pas d'accord. Les Heffers n'ont pas d'enfants.

### Le gouvernement de Wilson
Après avoir été réélu avec une majorité de 5 000 voix aux élections générales de 1966, Heffer commence à faire sa marque sur la politique économique. Avec la déflation proposée lors de la crise économique de juillet 1966, il insiste pour que les dépenses de défense soient réduites et s'oppose au "gel des salaires" proposé dans le projet de loi sur les prix et les revenus du gouvernement - se rebellant contre lui à la Chambre des communes à plusieurs reprises en 1967. Heffer considère le chômage comme la pire catastrophe dans la gestion de l'économie et exigeait souvent la nationalisation des entreprises qui menaçait de procéder à des licenciements massifs. La politique gouvernementale est sensiblement différente, mettant davantage l'accent sur le maintien de la valeur de la livre. En août 1967, Wilson, qui reconnait ses capacités, demande à Heffer de prendre un poste junior au ministère de la Technologie sous Tony Benn. Heffer refuse, invoquant son opposition à la politique économique du gouvernement, et exige la démission de James Callaghan comme chancelier de l'Échiquier.
À cette époque, Heffer est un fervent partisan de l'adhésion britannique à la CEE. Il dirige un groupe d'étude établi par la Society for Parliament Studies (un groupe de députés travaillistes de gauche) pour examiner les relations britanniques avec l'Europe, et exige la démission du ministre de l'Agriculture, de la Pêche et de l'Alimentation Fred Peart lorsque Peart exprime des doutes sur le mérites de la politique agricole commune. Lors de la conférence du parti travailliste de 1967, Heffer plaide pour que la Grande-Bretagne en Europe construise une troisième force dans le monde qui résisterait aux États-Unis et à l'Union soviétique. Il lance également une campagne pour gagner une place au Comité exécutif national lors de cette conférence, se présentant à nouveau chaque année et renforçant régulièrement son soutien. Une autre préoccupation qui commence à cette époque est la Waterloo Cup, un événement de course de lièvre à Great Altcar près de sa circonscription: il propose un projet de loi d'initiative parlementaire infructueux pour interdire la course de lièvre, revenant sur le sujet à intervalles réguliers au cours de la décennie suivante.
En février 1968, Heffer est l'un des députés travaillistes à se rebeller contre la décision du gouvernement de retirer les passeports britanniques aux Asiatiques kényans qui arrivaient en nombre croissant à l'aéroport d'Heathrow, fuyant la persécution au Kenya. Il maintient la pression sur le gouvernement au cours de la guerre du Vietnam et critique la dictature militaire grecque des «colonels » pour ses «pratiques bestiales et barbares». Sur deux des questions qui divisent le Parti travailliste à l'époque, Heffer prend le parti des rebelles: il rejette les propositions de réforme de la Chambre des lords comme trop faibles, préférant une réforme fondamentale ou de préférence une abolition, et il travaille à changer les propositions dans le livre blanc sur les syndicats de Barbara Castle In Place of Strife (une rébellion du cabinet a ensuite forcé le gouvernement à l'abandonner complètement).

### Opposition
En tant que fervent opposant à la politique économique du gouvernement, Heffer est invité à soumettre un article dans le Guardian approuvant la réélection d'un gouvernement travailliste lors des élections générales de 1970 en contre-partie d'un article d'un loyaliste travailliste. Peut-être en raison de son identification avec la gauche, Heffer n'a qu'une petite perte contre lui lors de l'élection. Après une courte défaite aux élections pour le cabinet fantôme, il accepte un poste de premier plan en tant qu'adjoint de Barbara Castle, ministre fantôme de l'emploi. En tant que tel, il est étroitement impliqué dans les manifestations contre la loi sur les relations professionnelles du gouvernement de Heath, qui tente de restreindre les pouvoirs des syndicats.
Le vote de Heffer aux élections du cabinet fantôme augmente en 1971 lorsqu'il fait jeu égal avec Castle à la 15e place. Alors que Heffer pouvait travailler avec Barbara Castle, elle est déplacée dans un remaniement en 1972 et remplacée par Reg Prentice qui commence déjà le mouvement à travers le spectre politique qui le verrait rejoindre le Parti conservateur en 1977. Le refus de Prentice de s'engager à soutenir cinq dockers emprisonnés en vertu de la loi sur les relations industrielles consterne Heffer qui envisage de démissionner. Lorsqu'en février 1973, il devient clair que Prentice a plus de soutien de la direction, Heffer démissionne (refusant une offre d'un autre poste). Il reste intéressé par le sujet et propose un projet de loi d'initiative parlementaire pour abolir le «forfait» (sous-traitance de la main-d'œuvre dans le bâtiment).
Heffer révise ses opinions sur la CEE en 1970, estimant que les dépenses consacrées à la politique agricole commune sont excessives et trop lourdes pour le budget. Il vote avec la majorité du parti travailliste contre l'approbation de la candidature du gouvernement de Heath en octobre 1971.

## Poste ministériel
En mars 1974, Harold Wilson invite Heffer à devenir ministre d'État au ministère de l'Industrie sous Tony Benn. Heffer accepte l'offre, tout en craignant de se retrouver enfermé dans son bureau et de perdre ses liens avec le mouvement travailliste au sens large à l'extérieur. Il a quelques difficultés à faire face au concept de « responsabilité collective » - dénonçant la décision du gouvernement de poursuivre un contrat de construction de navires de guerre avec le gouvernement de droite du Chili le 10 avril. Wilson, réticent à provoquer des problèmes avec la gauche, décide de ne pas le renvoyer au motif qu'il est inexpérimenté. 
Heffer collabore avec Benn pour tenter de créer le Conseil national des entreprises, qui fournirait à l'industrie des fonds d'investissement et aurait la capacité de faire entrer les entreprises défaillantes dans la propriété publique. Le 15 août 1974, les plans sont dévoilés dans un livre blanc et les préparatifs commencent pour le projet de loi sur l'industrie qui le promulguerait. Alors que cette politique a été acceptée par Wilson dans l'opposition et ensuite apparue dans le manifeste travailliste, au gouvernement, il commence à penser de manière plus critique. La rédaction du projet de loi est retardée au cours de l'hiver et n'est présentée qu'en janvier 1975.
Dans l'intervalle, le gouvernement prépare le référendum sur les Communautés européennes par lequel Wilson espère régler les différends sur la question dans le pays et le parti. Le cabinet décide le 18 mars d'approuver un vote pour rester dans la CEE, mais Wilson décide d'autoriser des ministres à faire des discours, à titre individuel, contre l'adhésion. Les ministres n'ont toutefois pas été autorisés à se prononcer contre la décision à la Chambre des communes. Heffer est en colère contre cette règle et veut démissionner. Finalement, il organise un limogeage sur une question de principe en prononçant un discours contre l'adhésion à la CEE à la Chambre des communes le 9 avril. Lors du référendum, Heffer est l'un des meilleurs orateurs pour la campagne du Non, bien qu'il ait tendance à spéculer sur la question - affirmant que la CEE réintroduirait la conscription.

## Rebelle de banc arrière
Après le référendum, Tony Benn est démis du ministère de l'Industrie et le projet de loi sur l'industrie est de nouveau affaibli. En tant que député d'arrière-ban, Heffer fait campagne contre le changement et pour plus d'investissements dans l'industrie. À la conférence travailliste de 1975, sa candidature pour un siège au Comité exécutif national (CEN) est finalement couronnée de succès en battant Denis Healey. Heffer redevient l'un des principaux députés d'arrière-ban travaillistes de gauche qui ont fréquemment voté contre le gouvernement. Il s'oppose à la politique des revenus du gouvernement (qui a été convenue comme un accord volontaire avec le Congrès des syndicats) et s'abstient plutôt que de soutenir le livre blanc du gouvernement sur les dépenses publiques en mars 1976, ce qui contribue à assurer la défaite du gouvernement.
Malgré l'amitié de Heffer avec Tony Benn, il vote pour Michael Foot lors des élections à la direction travailliste de 1976. Cependant, il soutient la « stratégie économique alternative » de Benn, qui appelle à une aide gouvernementale à l'industrie, à des restrictions à l'importation, à des surtaxes sur les revenus élevés et les capitaux et à des contrôles sur les banques.
Heffer est opposé aux propositions du gouvernement de décentralisation vers l'Écosse et le Pays de Galles. Il s'abstient lors du vote sur une motion sur le projet de loi sur l'Écosse et le Pays de Galles le 22 février 1977, ce qui entraîne la défaite, la perte du projet de loi et met en danger le gouvernement. Un pacte est négocié entre le Parti travailliste et les libéraux pour assurer une majorité. Heffer est bouleversé par le pacte et lance une motion pour convoquer une réunion spéciale du Comité exécutif national (le Premier ministre, James Callaghan, interdit aux ministres de le signer).
De plus en plus, Heffer commence à utiliser sa position dans le Parti travailliste comme base de son action politique. Il lance une campagne spécifique pour nationaliser l'industrie de la construction de bâtiments au sein de la National Construction Corporation, et soulève la question à la conférence du parti travailliste de 1977 et au comité de liaison TUC-Parti travailliste, où Callaghan oppose son veto à toute considération de l'idée par le gouvernement. Dans les affaires intra-parti, Heffer s'oppose à prendre des mesures contre la tendance militante après qu'un rapport de l'agent national du parti Reg Underhill soulève des préoccupations concernant ses activités. La circonscription de Heffer de Walton est l'un des domaines les plus forts de Militant, mais Heffer croit que les trotskystes au sein du Parti travailliste pouvaient être contrés par des arguments politiques. Il recommande que les partis locaux organisent des événements d'éducation politique pour expliquer le socialisme démocratique aux jeunes socialistes du Parti travailliste dominé par les militants.
À la fin des années 1970, Heffer se bat pour changer la politique gouvernementale pour tenter de réduire le chômage, et il s'oppose à la poursuite d'une politique salariale qui provoque les grèves de l'Hiver du Mécontentement. Il est l'un des membres de gauche d'un sous-comité ad hoc du NEC qui se charge de réduire à une taille gérable un manifeste trop long pour les élections générales de 1979. Heffer est l'un de ceux qui veulent l'abolition de la Chambre des lords dans le manifeste, une politique refusée par James Callaghan.
Après que le parti travailliste ait perdu les élections, Heffer se présente à nouveau pour le cabinet fantôme et termine finaliste. Il rejoint la campagne de la gauche pour changer la structure démocratique du Parti travailliste pour donner plus de pouvoir à ces organes tels que la conférence du parti où la gauche est forte. Il est un lien important entre l'Exécutif national et le Parti travailliste parlementaire. Heffer approuve la politique visant à forcer les députés travaillistes à demander la réélection de leurs partis de circonscription, bien qu'il souhaitait que le vote implique tous les membres plutôt que le «Comité de la direction générale» qui ne comprend que des militants.

### Candidat potentiel à la direction
La question la plus importante pour la gauche au début des années 1980 est de changer le système d'élection du chef du parti travailliste, qui a jusque-là été choisi uniquement par les députés travaillistes. La gauche veut que le chef soit élu par un «collège électoral» qui inclurait des syndicats affiliés et des partis du travail de circonscription. Lors de la conférence du parti travailliste de 1980, une motion de procédure visant à permettre le changement sans délai est adoptée de justesse après que Heffer l'ait plaidée, mais toutes les propositions visant à équilibrer la composition du collège électoral sont rejetées et la question est reportée à une conférence spéciale.
Avec un système de leadership d'un collège électoral en perspective, James Callaghan démissionne de son poste de leader en octobre 1980 pour s'assurer que son successeur soit élu sous l'ancien système. Heffer considère une telle élection comme illégitime et propose de la suspendre jusqu'à ce que le nouveau système soit approuvé, mais le Parti travailliste parlementaire la rejette. Il envisage de se porter candidat lui-même, mais soutient Michael Foot qui est finalement élu (contre les attentes). En raison d'une démission, Heffer est brièvement promu membre du Cabinet fantôme en octobre-novembre 1980. Foot fait de Heffer le porte-parole sur l'Europe et les affaires communautaires à partir de novembre.

## Groupe Militant
L'inquiétude au sujet de la tendance militante conduit Reg Underhill, dont le rapport de 1975 a été rejeté par Heffer, à publier une version révisée en 1980. Ce rapport indique clairement que la plupart des institutions du parti à Liverpool, en particulier dans la circonscription de Heffer, sont désormais sous le contrôle des militants. Heffer compare le rapport à la propagande de Joseph Goebbels, mais il sait que Militant est puissant: quand Heffer envisage de se présenter contre Denis Healey à la direction adjointe du Parti travailliste sous le nouveau système de collège électoral en 1981, son parti de circonscription l'en empêche. Il soutient Benn quand celui-ci défie Healey.
Heffer est élu au Cabinet fantôme en 1981. Alors qu'il est un fervent partisan de la gauche, Heffer accepte la nécessité de préserver l'unité du parti. En décembre 1981, il tente de résoudre le problème de la dénonciation par Michael Foot de Peter Tatchell (qui a été choisi comme candidat travailliste pour Bermondsey) en menant une enquête rapide, mais cette tentative échoue lorsque les loyalistes envers Foot adoptent une motion pour refuser l'approbation de Tatchell. Les tentatives de Heffer de servir de médiateur entre le parti Bermondsey et Foot sont considérées comme «paternalistes» par Tatchell et ses partisans locaux. Heffer se joint à Foot et Denis Healey dans une motion du NEC appelant à des négociations avec le Secrétaire général des Nations Unies après l'invasion argentine des îles Falkland le 28 avril 1982, en opposition à une motion de Tony Benn appelant à un cessez-le-feu et au retrait des forces britanniques.
En juin 1982, le NEC discute à nouveau de Militant, Heffer proposant que tous les membres du Parti travailliste souscrivent à une "déclaration de principes démocratiques socialistes" qui est rejetée par 22 voix contre 5. Lors de la conférence du parti travailliste de 1982, l'aile droite reprend le contrôle du NEC et, lors de sa première réunion, la gauche est éliminée de toutes ses présidences lors d'un coup d'État organisé par John Golding. Cela concerne aussi Heffer, qui est président du puissant «Sous-comité d'organisation» (généralement connu sous le nom d'Org Sub). Le changement permet de commencer à prendre des mesures contre les militants, dont l'adhésion est déclarée incompatible avec l'appartenance au parti. Les cinq membres du comité de rédaction de Militant sont expulsés en février 1983 malgré la proposition de Heffer d'ouvrir une enquête plus approfondie.

### Candidat au poste de chef
Les élections de 1983 sont un désastre pour les travaillistes qui perdent un nombre substantiel de voix. Michael Foot démissionne de la direction immédiatement après, et Tony Benn étant inéligible en raison de sa propre défaite, Heffer se présente à la direction en tant que candidat de la «gauche extrême» aux élections. Il reçoit un soutien minimal parmi les syndicats et les partis de circonscription, et arrive troisième parmi les députés travaillistes, obtenant au total 6,3% du collège électoral. Neil Kinnock le nomme ministre fantôme de l'industrie de la construction, soulignant sa longue expérience dans le domaine. Heffer est également président du Parti travailliste dès la fin de la conférence de 1983, poste qui ne donne aucune autorité mais reconnait son ancienneté.
Cependant, un conseil travailliste dominé par les militants à Liverpool ayant été élu en 1983, Heffer rencontre des problèmes croissants dans sa circonscription. Le Parti travailliste de Liverpool adopte la politique de Militant d'un «budget déficitaire». Lorsque le conseil se réunit le 29 mars 1984, il est clairement dit que le «budget déficitaire» proposé par les militants contenait un déficit illégal de 30 millions de livres sterling, mais aucune alternative ne pouvait obtenir une majorité et il est adopté. Tous les conseillers travaillistes sauf sept respectent le budget, et Heffer soutient le conseil dans ses revendications au gouvernement et après une série de réunions avec le secrétaire d'État à l'environnement Patrick Jenkin, le gouvernement cède finalement et autorise pratiquement tout le budget.
En novembre 1984, Heffer n'est pas réélu au cabinet fantôme et quitte le banc avant du parti travailliste. Il déclare qu'il a adopté une position de principe de ne pas prendre de poste sur le banc avant à moins d'y être élu.

### Kinnock passe à l'action
La confrontation financière de Liverpool s'est poursuivie en 1985 lorsqu'elle établit finalement un autre «budget déficitaire». Cette fois, le gouvernement n'aide pas, et la tentative de Militant d'amener les salariés du conseil à faire grève contre le gouvernement Thatcher échoue de justesse par un scrutin. En septembre, le conseil est presque à court de liquidités et demande au nouveau secrétaire à l'environnement, Kenneth Baker, un prêt de 25 millions de livres sterling. Dans une tentative désespérée d'éviter la faillite, le 27 septembre, le conseil émet des avis de licenciement de 90 jours à l'ensemble de ses effectifs, en utilisant une flotte de taxis pour les livrer.
Le 1er octobre, Neil Kinnock prend la parole lors de la conférence du parti travailliste et dénonce (sans citer Liverpool) les actions du conseil. Heffer est consterné par les actions de Kinnock et quitte l'estrade en signe de protestation. Cette action est susceptible d'être mal interprétée: Heffer soutenait pleinement les actions du conseil, mais pas le groupe militant, et estimait que Kinnock insultait toute la ville, et aussi que lui, en tant que député principal de Liverpool, aurait dû être informé à l'avance. L'autobiographie de Heffer est reprise par la plupart des critiques pour illustrer son "aversion connue" pour Kinnock. Un sixième du livre est consacré à exprimer son point de vue selon lequel la «trahison du socialisme» par Kinnock a conduit à «une discipline de parti rigide et l'expulsion des partisans militants» .
Le 27 mars 1986, les principaux membres du parti travailliste de Liverpool sont traduits devant l'Exécutif national où leur expulsion est proposée. Heffer accompagne Derek Hatton lors de son audition au NEC concernant le Parti travailliste du district de Liverpool. Lors de réunions ultérieures, il vote contre l'expulsion des membres militants. Son refus de soutenir ceux qui prennent des mesures contre les militants conduit Heffer à perdre son poste au sein de l'exécutif national du Parti travailliste à la conférence de 1986, une perte que Heffer prend personnellement, et indique le changement de nature du Parti travailliste, que Heffer anticipe dans sa lettre à Whitty en 1986. Les 47 conseillers travaillistes qui soutenaient la stratégie de déficit budgétaire sont démis de leurs fonctions en 1987.

## Dernières années
La circonscription de Heffer est devenue de plus en plus sûre pour lui au fil des ans et aux élections de 1987, il a le plus grand vote absolu du parti travailliste dans le pays et une solide majorité de 23 000 voix. La décision de Neil Kinnock de revoir la politique du Parti travailliste après les élections, qui est un prélude clair à l'abandon de certaines des politiques les plus de gauche, l'amène à exhorter la gauche du groupe de campagne socialiste à se présenter à la direction du parti en 1988. Tony Benn est choisi pour défier Kinnock en tant que chef, tandis que Heffer et John Prescott (du groupe Tribune) s'opposent à Roy Hattersley pour la direction adjointe. Aucun des deux n’a d’espoir réaliste de gagner et Heffer n’obtient finalement que 9,483% des voix.
Le 24 novembre 1989, Heffer annonce qu'il ne se représenterait pas aux élections. La décision est motivée par le fait qu'il a reçu un diagnostic de cancer de l'estomac en phase terminale. Il subit un long déclin au cours duquel il se consacre à l'écriture. Lorsque le Parlement est rappelé pour débattre de l'invasion du Koweït en septembre 1990, Heffer prononce ce qu'il sait être son dernier discours à la Chambre des communes pour exhorter le Royaume-Uni à ne pas entrer en guerre. Son apparence maigre et blanche montre à quel point il était malade. En janvier 1991, il se rend à la Chambre des communes pour voter contre la Guerre du Golfe en fauteuil roulant, et John Major traverse le parquet pour lui serrer la main. Le 27 mars 1991, il reçoit la liberté de la ville de Liverpool, mais comme il est trop malade pour s'y rendre, il la reçoit à Westminster. Son ami proche Tony Benn assiste à la cérémonie avec Dennis Skinner et le conférencier Bernard Weatherill. Une lettre de John Major rendant hommage à Heffer est lue .
Deux mois plus tard, Heffer est décédé à l'âge de 69 ans. Bien qu'il se soit affronté à plusieurs reprises avec Margaret Thatcher, ils se respectaient personnellement et elle écrit une lettre de condoléances à la veuve de Heffer à sa mort. Elle assiste également à son service commémoratif tenu le 10 juillet 1991.
Comme beaucoup de politiciens, Heffer était une cible pour les satiristes qui mettent en évidence son attitude de gauche. Il est particulièrement visé dans la bande dessinée satirique Battle for Britain qui parait dans le magazine Private Eye entre 1983 et 1987 - le deuxième mandat de Margaret Thatcher en tant que Premier ministre. Heffer apparaît dans la majorité des bandes, son "humour cruel de Cockney" étant décrit comme une baisse de moral de son côté, surtout lorsqu'il est dirigé contre Neil Kinnock.

## Publications
Heffer est un bibliophile dont la collection de 12 000 livres est bien plus vaste que ce que sa petite maison pouvait normalement accueillir. Il écrit aussi beaucoup. Ses publications comprennent:
- The Class Struggle in Parliament: A Socialist View of Industrial Relations (Gollancz, 1973,  (ISBN 978-0-575-01640-8))
- Towards Democratic Socialism (Institute for Workers Control, 1981)
- Labour's Future - Socialist or SDP Mark 2? (Verso, 1986,  (ISBN 978-0-86091-876-9))
- Faith in Politics: Which Way Should Christians Vote? (Society for Promoting Christian Knowledge, 1987,  (ISBN 978-0-281-04299-9))
- Why I Am a Christian (Spire, 1991,  (ISBN 978-0-340-55873-7))
- Never a Yes Man: The Life and Politics of an Adopted Liverpudlian (Verso Books, 1991,  (ISBN 978-0-86091-350-4)): son autobiographie publiée à titre posthume.